# Babinac (gmina Velika Pisanica)
Babinac – wieś w Chorwacji, w żupanii bielowarsko-bilogorskiej, w gminie Velika Pisanica. W 2011 roku liczyła 321 mieszkańców.